# Kaaimaneilanden op de Olympische Spelen
De Kaaimaneilanden, een afhankelijk gebiedsdeel van het Verenigd Koninkrijk, vormen een van de NOC's die deelneemt aan de Olympische Spelen. De Kaaimaneilanden debuteerden op de Zomerspelen van 1976. Vierendertig jaar later (2010) namen ze voor het eerst deel aan de Winterspelen.
In 2024 deden de Kaaimaneilanden voor de twaalfde keer mee aan de Zomerspelen. In 2014 werd voor de tweede keer aan de Winterspelen deelgenomen. Het won nog nooit een medaille op de Olympische Spelen.

## Medailles en deelnames
De tabel geeft een overzicht van de jaren waarin werd deelgenomen, het aantal gewonnen medailles en de eventuele plaats in het medailleklassement.
| Zomerspelen | Zomerspelen | Zomerspelen | Zomerspelen | Zomerspelen | Zomerspelen |        | Winterspelen | Winterspelen | Winterspelen | Winterspelen | Winterspelen | Winterspelen |
| Jaar        | Goud        | Zilver      | Brons       | Totaal      | Rang        | Jaar   | Goud         | Zilver       | Brons        | Totaal       | Rang         |              |
| 1976        | 0           | 0           | 0           | 0           | -           | 1976   | -            | -            | -            | -            | -            |              |
| 1980        | -           | -           | -           | -           | -           | 1980   | -            | -            | -            | -            | -            |              |
| 1984        | 0           | 0           | 0           | 0           | -           | 1984   | -            | -            | -            | -            | -            |              |
| 1988        | 0           | 0           | 0           | 0           | -           | 1988   | -            | -            | -            | -            | -            |              |
| 1992        | 0           | 0           | 0           | 0           | -           | 1992   | -            | -            | -            | -            | -            |              |
| 1996        | 0           | 0           | 0           | 0           | -           | 1994   | -            | -            | -            | -            | -            |              |
| 2000        | 0           | 0           | 0           | 0           | -           | 1998   | -            | -            | -            | -            | -            |              |
| 2004        | 0           | 0           | 0           | 0           | -           | 2002   | -            | -            | -            | -            | -            |              |
| 2008        | 0           | 0           | 0           | 0           | -           | 2006   | -            | -            | -            | -            | -            |              |
| 2012        | 0           | 0           | 0           | 0           | -           | 2010   | 0            | 0            | 0            | 0            | -            |              |
| 2016        | 0           | 0           | 0           | 0           | -           | 2014   | 0            | 0            | 0            | 0            | -            |              |
| 2020        | 0           | 0           | 0           | 0           | -           | 2018   | -            | -            | -            | -            | -            |              |
| 2024        | 0           | 0           | 0           | 0           | -           | 2022   | -            | -            | -            | -            | -            |              |
| Totaal      | 0           | 0           | 0           | 0           |             | Totaal | 0            | 0            | 0            | 0            |              |              |
| Tot. Z+W    | 0           | 0           | 0           | 0           |             |        |              |              |              |              |              |              |

Afghanistan · Albanië · Algerije · Amerikaans-Samoa · Amerikaanse Maagdeneilanden · Andorra · Angola · Antigua en Barbuda · Argentinië · Armenië · Aruba · Australië · Azerbeidzjan · Bahama's · Bahrein · Bangladesh · Barbados · België · Belize · Benin · Bermuda · Bhutan · Bolivia · Bosnië en Herzegovina · Botswana · Brazilië · Britse Maagdeneilanden · Brunei · Bulgarije · Burkina Faso · Burundi · Cambodja · Canada · Centraal-Afrikaanse Republiek · Chili · China · Chinees Taipei · Colombia · Comoren · Congo-Brazzaville · Congo-Kinshasa · Cookeilanden · Costa Rica · Cuba · Cyprus · Denemarken · Djibouti · Dominica · Dominicaanse Republiek · Duitsland · Ecuador · Egypte · El Salvador · Equatoriaal-Guinea · Eritrea · Estland · Ethiopië · Fiji · Filipijnen · Finland · Frankrijk · Gabon · Gambia · Georgië · Ghana · Grenada · Griekenland · Groot-Brittannië · Guam · Guatemala · Guinee · Guinee-Bissau · Guyana · Haïti · Honduras · Hongarije · Hongkong · Ierland · IJsland · India · Indonesië · Irak · Iran · Israël · Italië · Ivoorkust · Jamaica · Japan · Jemen · Jordanië · Kaaimaneilanden · Kaapverdië · Kameroen · Kazachstan · Kenia · Kirgizië · Kiribati · Koeweit · Kosovo · Kroatië · Laos · Lesotho · Letland · Libanon · Liberia · Libië · Liechtenstein · Litouwen · Luxemburg · Madagaskar · Malawi · Malediven · Maleisië · Mali · Malta · Marokko · Marshalleilanden · Mauritanië · Mauritius · Mexico · Micronesië · Moldavië · Monaco · Mongolië · Montenegro · Mozambique · Myanmar · Namibië · Nauru · Nederland · Nepal · Nicaragua · Nieuw-Zeeland · Niger · Nigeria · Noord-Korea · Noord-Macedonië · Noorwegen · Oeganda · Oekraïne · Oezbekistan · Oman · Oost-Timor · Oostenrijk · Pakistan · Palau · Palestina · Panama · Papoea-Nieuw-Guinea · Paraguay · Peru · Polen · Portugal · Puerto Rico · Qatar · Roemenië · Rusland · Rwanda · Saint Kitts en Nevis · Saint Lucia · Saint Vincent en de Grenadines · Salomonseilanden · Samoa · San Marino · Saoedi-Arabië · Sao Tomé en Principe · Senegal · Servië · Seychellen · Sierra Leone · Singapore · Slovenië · Slowakije · Somalië · Spanje · Sri Lanka · Soedan · Suriname · Swaziland · Syrië · Tadzjikistan · Tanzania · Thailand · Togo · Tonga · Trinidad en Tobago · Tsjaad · Tsjechië · Tunesië · Turkije · Turkmenistan · Tuvalu · Uruguay · Vanuatu · Venezuela · Verenigde Arabische Emiraten · Verenigde Staten · Vietnam · Wit-Rusland · Zambia · Zimbabwe · Zuid-Afrika · Zuid-Korea · Zuid-Soedan · Zweden · Zwitserland
Historische landen: Bohemen · Bondsrepubliek Duitsland · Brits-Indië · Duitse Democratische Republiek · Joegoslavië · Malaya · Nederlandse Antillen · Noord-Borneo · Noord-Jemen · Saarland · Servië en Montenegro · Sovjet-Unie · Tsjecho-Slowakije · West-Indische Federatie · Zuid-Jemen
Bijzondere deelnames: Onafhankelijke olympische atleten · Vluchtelingenteam 
 Australazië · Duits Eenheidsteam · Gemengd team · Gezamenlijk Team